# Trematopygodes femorator
Trematopygodes femorator là một loài tò vò trong họ Ichneumonidae.